# Ю̄
Ю̄, ю̄ é uma letra do Alfabeto cirílico. Consiste na letra Yu com um mácron.
O ю̄ é usado nas línguas Aleúte (dialeto de Bering), Evenki, Mansi, Nanai, Negidal, Orok, Ulch, Kildin, Selkup e Chechena